# Młodzieżowy Dom Kultury w Gliwicach
Młodzieżowy Dom Kultury w Gliwicach jest placówką oświatowo-kulturalną w Gliwicach.

## Historia
Początki Młodzieżowego Domu Kultury sięgają 1950 roku, kiedy utworzony został Dom Harcerza. Choć działalność placówki została zawieszona po roku przez Ministerstwo Oświaty, na jego miejsce powołano szybko Stację Młodego Technika. Celem tej organizacji było wychowanie techniczne młodzieży, poprzez poszerzanie wiedzy i kształtowanie praktycznych umiejętności w obszarze techniki. Rocznie z oferty Stacji korzystało ok. 800 uczestników zajęć oraz wielu uczniów korzystających z organizowanych przez placówkę okolicznościowych imprez.

W roku 1975 Stacja Młodego Technika przekształcono w Młodzieżowy Dom Kultury, co wiązało się z niezbędną restrukturyzacją oraz zmianą profilu działalności. Od tej pory bowiem placówka zajmowała się nie tylko kształceniem technicznym młodzieży, ale również artystycznym i sportowym. Od roku 1976 w popularny MDK-u zaczęły zachodzić zmiany - przeprowadzono modernizację budynku, utworzono nowe pracownie. W roku szkolnym 1980/1981 Młodzieżowy Dom Kultury otrzymał od władz Gliwic pomieszczenia dawnego domu akademickiego na miejskim rynku. W roku 1986 władze placówki zainteresowały się rozwojem techniki informatycznej, czego efektem było utworzenie wtedy pracowni komputerowej. Ze względu na duże zainteresowanie tego typu zajęciami, konieczne było utworzenie aż 10 grup obejmujących łącznie 120 uczniów. Stworzenie pracowni okazało się dobrą decyzją, która spowodowały dalszy wzrost popularności gliwickiego MDK-u. 

W roku 2001 w wyniku uchwały władz miejskich do struktur Młodzieżowego Domu Kultury w Gliwicach włączony został Dzielnicowy Dom Kultury w Bojkowie. Włączona placówka stała się lokalną filią, w której organizowanych jest wiele różnego rodzaju imprez ze względu na dostępność dużej sali koncertowej.

## Zajęcia
Zajęcia prowadzone przez Młodzieżowy Dom Kultury w Gliwicach podzielić można na pięć głównych grup:

- Zajęcia plastyczne (rzeźbiarskie, malarskie, rysunkowe, graficzne, fotograficzne oraz zajęcia rękodzieła artystycznego),
- Zajęcia muzyczne (muzyka i kultura ludowa, nauka gry na instrumentach, prowadzenie zespołów muzycznych),
- Zajęcia taneczne i teatralne,
- Zajęcia dodatkowe i koła zainteresowań (zajęcia matematyczne, zajęcia języka angielskiego, edukacja regionalna, zajęcia komputerowe, gry planszowe),
- Zajęcia sportowe i modelarstwo lotnicze.

W strukturach MDK-u działa również wiele zespołów odnoszących liczne sukcesy, m.in. zespół GWAR oraz zespoły taneczne: Iluzja, Salake i Pantery. Funkcjonuje tu również Teatr Magazyn, którego główną siedzibą jest scena "Stara Kotłownia".